# Enchente nas Gêmeas do Iguaçu em 2023
Em 2023, enquanto União da Vitória e Porto União, relembravam a maior enchente da história dos municípios há 40 anos. Um novo alarme ressoou sobre as cidades, após a previsão de chuva passar dos 600mm e o nível do Rio Iguaçu atingir 4,90m do dia 8 de outubro de 2023 às 6h, expandindo o seu leito.
Ainda no mesmo dia, quatro horas mais tarde o rio ultrapassa os 5m. E os prefeitos Eliseu Mibach, de Porto União e Bachir Abbas, de União da Vitória entram em estado de alerta.

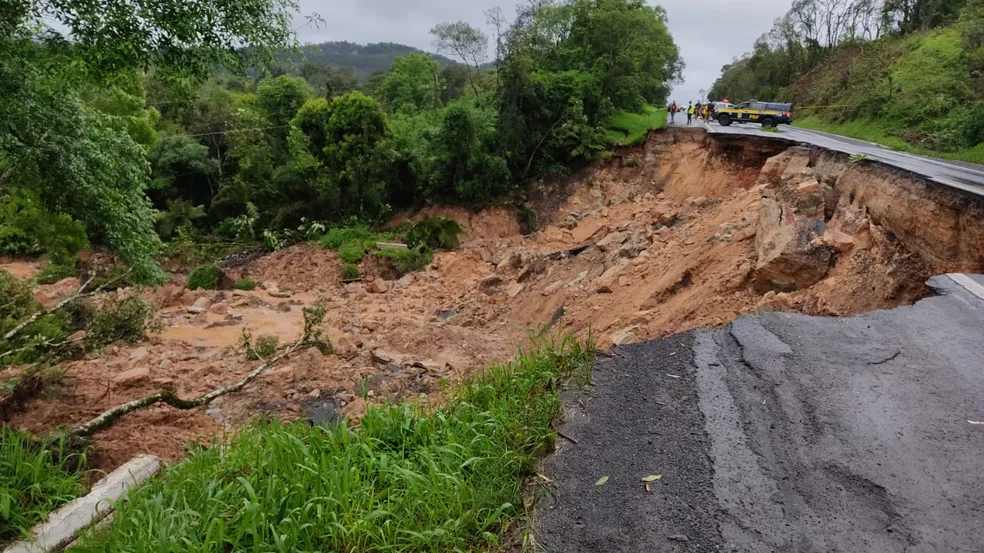
Pista desmoronada na BR-476 entre União da Vitória e São Mateus do Sul.

Com influência do fenômeno climático El Nino desde julho de 2023, as cidades registravam vários períodos de chuva intensa ou calor extremo. Por conta da variação de tempo, a formação de chuvas se intensificava e as tempestades começaram a ser maiores. A chuva que começou a cair em 25 de setembro, parou apenas 9 de outubro enquanto o nível do Rio Iguaçu continuava subindo pelo escoamento das águas que vinham do Rio Negro e de cidades como São Mateus do Sul, Porto Amazonas e Curitiba.
No começo de outubro de 2023, a Região Sul já enfrentava diversas enchentes em cidades do Rio Grande do Sul e de Santa Catarina. Cidades no Vale do Taquari e do Vale do Itajaí, registravam enchentes gigantescas, deslizamentos de terra e já decretavam estado de calamidade pública.
Em 8 de outubro de 2023, dá-se início a terceira maior enchente da história do Vale do Iguaçu. Quando o rio atinge 5m, uma parte da Rodovia BR-476, no km 356 desmorona, provocando congestionamento e um número elevado de tráfego de veículos pesados dentro do perímetro urbano de União da Vitória. 
Segunda-feira, 9 de outubro de 2023, a chuva continua a dominar o clima na região, em 24 horas o nível do Rio Iguaçu chegou aos 6,01cm. De acordo com Monitoramento Hidrológico da Copel o rio variava a subida de 2 a 3 centímetros por hora.
Na manhã do dia 10 de outubro, a Defesa Civil, juntamente com o Exército Brasileiro começaram as operações de retirada de algumas famílias de áreas alagadas em União da Vitória. Cerca de 340 pessoas foram socorridas. O nível do rio atingia 6,50m.
No dia 12 de outubro o nível do rio atingia os 6,87m. A enchente que parecia estar estabilizada, voltava a ganhar força com a nova subida das águas. Segundo o SIMEPAR, a previsão de chuva era de 12mm, porém a precipitação foi de quase 100mm.
No dia 13 de outubro, o prefeito de Porto União, Eliseu Mibach assina o DECRETO Nº 1.825 que declarava o município em Situação de Emergência. 30 famílias, cerca de 100 pessoas estavam desabrigadas no município. Em União da Vitória o número já passava de 1.200 pessoas. O nível do rio atingia a marca dos 7m.
No mesmo dia, o governador do Paraná, Ratinho Jr., dá uma entrevista a uma rádio local, onde enfatiza a necessidade de adequações estruturais para evitar que a população sofra com cheias futuras.
No dia 14 de outubro os bairros, Limeira, Rio D'areia, Rocio, São Basílio Magno, São Bernardo, Navegantes, Ponte Nova, Cidade Jardim, São Joaquim, Cristo Rei e Sagrada Família, em União da Vitória e os bairros Santa Rosa, Pintado, Monte Líbano e Área Industrial de Porto União, já haviam sido atingidos pela cheia.
No dia 17 de outubro, o tráfego de veículos pesados no perímetro urbano de União da Vitória é proibida, no mesmo dia que o rio atinge 8m. 2.200 pessoas foram realocadas para abrigos de emergência. 
Quarta-feira, 18 de outubro, o rio atinge 8,15m ultrapassando a marca dos 8,13m da enchente de 2014 e, assim, se tornando a terceira maior enchente da história do Vale do Iguaçu. A queda de barreiras e ruas interditadas causam um caos no trânsito. 
O pico da cheia do Rio Iguaçu foi visto no dia 20 de outubro de 2023, em 8,38m.
No dia 21 de outubro de 2023, às 6h, o nível do Rio Iguaçu abaixa 1 centímetro. Com o nível estabilizado e a previsão de altas temperaturas e sol, o otimismo de que as águas do rio diminuísse era grande. O rio que vinha estabilizado deste a tarde do dia 20, começava a diminuir seu nível vagarosamente.  Ainda no mesmo dia, a reconstrução do km 356 da BR-476 foi iniciada pelo DNIT. 
Em três dias o rio recuou 48cm, assim chegando aos 7,90m, mesmo nível registrado a um pouco mais do que uma semana. O trânsito na Ponte José Richa volta a se intensificar com o novo desvio temporário. Onde a prefeitura, aterrou parte da antiga linha férrea para que as pessoas tivessem acesso ao Centro.
Em 26 de outubro a BR-476 volta ao seu funcionamento normalmente, o tráfego de caminhões e as rotas retornam ao normal. O nível do rio diminuía para 7,67m.
Em 31 de outubro, a Câmera Municipal de Vereadores de União da Vitória convoca audiência pública sobre a enchente enfatizando uma solução para conter o aumento do rio nas gêmeas do Iguaçu.
O rio atinge a marca de 7,18m quando começa a subir seu nível novamente.
Em 3 de novembro de 2023, o nível do Rio Iguaçu volta a subir, por conta de novas chuvas torrenciais em sua bacia hidrográfica. Vias que estavam liberadas para o trânsito voltam a estar alagadas. Em apenas um dia o nível do rio subiu 38cm. 
No dia 7 de novembro o rio tem o seu novo pico 8,12m. O rio retorna a abaixar em 8 de novembro, terminado o dia com 8,01m. 
Em 12 de novembro, o governador de Santa Catarina, Jorginho Mello visita o município de Porto União. Eliseu Mibach apresenta alguns estudos de contenção as cheias nos municípios.
Em 13 de novembro de 2023, um anteprojeto da obra de contenção das cheias do Rio Iguaçu é detalhado pelo IAT. 
No dia 20 de novembro de 2023, o nível do rio estava com 6,06m. Paraná e Santa Catarina propõe soluções e se juntam para estudos do Rio Iguaçu.
Com o clima se normalizando em União da Vitória, a população já voltava para as suas casas, dentro de uma recuperação lenta e perda de bens materiais. Em 24 de novembro o rio tinha seu nível aos 4m.
Em 26 de novembro o rio voltou ao seu leito. Foram 47 dias de cheias no Vale do Iguaçu.
| Pessoas atingidas     | +20 mil    |
| Residencias atingidas | +8 mil     |
| Entulhos              | +20 mil m³ |

1. ↑  Comunicação, Grupo Verde Vale de (12 de julho de 2017). «NA HISTÓRIA: Vale do Iguaçu lembra os 34 anos da enchente de 1983». Vvale. Consultado em 20 de outubro de 2024
2. ↑  https://uniaodavitoria.portaldacidade.com/noticias/cidade/rio-iguacu-ultrapassa-a-marca-de-5-metros-em-uniao-da-vitoria-1717 Em falta ou vazio |título= (ajuda)
3. ↑  «Mesmo sem chuva Rio Iguaçu sobe e alerta continua nessa segunda-feira, 09 » Rádio Colmeia FM». colmeia.am.br. Consultado em 20 de outubro de 2024
4. ↑  «El Niño deve ter intensidade forte no RS em 2023, dizem especialistas». G1. 23 de maio de 2023. Consultado em 20 de outubro de 2024
5. ↑  Ismerim, Flávio. «Vale do Taquari: Número de mortes por enchentes após ciclone no RS sobe para 50». CNN Brasil. Consultado em 20 de outubro de 2024
6. ↑  «Imagens de drone mostram enchente em cidade com quase 7 mil desalojados em SC». G1. 8 de outubro de 2023. Consultado em 20 de outubro de 2024
7. ↑  «Deslizamento de terra leva parte da BR-476 e trecho da rodovia é totalmente interditado no Paraná». G1. 8 de outubro de 2023. Consultado em 20 de outubro de 2024
8. ↑  «Prefeitura de União da Vitória remove 110 famílias de locais de risco » Rádio Colmeia FM». colmeia.am.br. Consultado em 20 de outubro de 2024
9. ↑  «Porto União decreta estado de emergência » Rádio Colmeia FM». colmeia.am.br. Consultado em 20 de outubro de 2024
10. ↑  Comunicação, Grupo Verde Vale de (13 de outubro de 2023). «Governador Ratinho Jr. fala com exclusividade sobre enchente em União da Vitória». Vvale. Consultado em 20 de outubro de 2024
11. ↑  «Rio Iguaçu ultrapassa os 8 metros em União da Vitória » Rádio Colmeia FM». colmeia.am.br. Consultado em 20 de outubro de 2024
12. ↑  Bom Dia Paraná | Nível do Rio Iguaçu atinge 8,3 metros em União da Vitória | Globoplay, consultado em 20 de outubro de 2024
13. ↑  Comunicação, Grupo Verde Vale de (21 de outubro de 2023). «Rio Iguaçu começar a baixar em União da Vitória». Vvale. Consultado em 20 de outubro de 2024
14. ↑  Comunicação, Grupo Verde Vale de (20 de outubro de 2023). «BR-476 em União da Vitória recuperação emergencial começa neste sábado, 21». Vvale. Consultado em 20 de outubro de 2024
15. ↑  «BR-476 em União da Vitória é liberada após obra emergencial realizada em tempo recorde - Jovem Pan FM União da Vitória». jovempanuva.com.br. 27 de outubro de 2023. Consultado em 20 de outubro de 2024
16. ↑  Portal da Cidade.  https://uniaodavitoria.portaldacidade.com/noticias/cidade/camara-de-uniao-da-vitoria-convoca-audiencia-publica-sobre-a-enchente-4126 Em falta ou vazio |título= (ajuda)
17. ↑  Meio Dia Paraná - Cascavel | Nível do Rio Iguaçu volta a subir em União da Vitória | Globoplay, consultado em 20 de outubro de 2024
18. ↑  Comunicação, Grupo Verde Vale de (6 de novembro de 2023). «Rio Iguaçu 8,12m e e mais de 6600 casas afetadas». Vvale. Consultado em 20 de outubro de 2024
19. ↑  Comunicação, Grupo Verde Vale de (13 de novembro de 2023). «Anteprojeto da obra de contenção das cheias do Rio Iguaçu é detalhado pelo IAT». Vvale. Consultado em 20 de outubro de 2024
20. ↑  Comunicação, Grupo Verde Vale de (20 de novembro de 2023). «Paraná e SC vão estudar em conjunto soluções para as cheias do Rio Iguaçu». Vvale. Consultado em 20 de outubro de 2024